# Temple Guoqing
Le temple Guoqing (chinois simplifié : 国清寺 ; pinyin : Guóqīng sì) est un temple bouddhiste situé dans le xian de Tiantai, à Taizhou, dans la province du Zhejiang en République populaire de Chine. Il a été construit en 598.
Il est inscrit sur la liste des sites historiques et culturels majeurs protégés au niveau national.

## Galerie

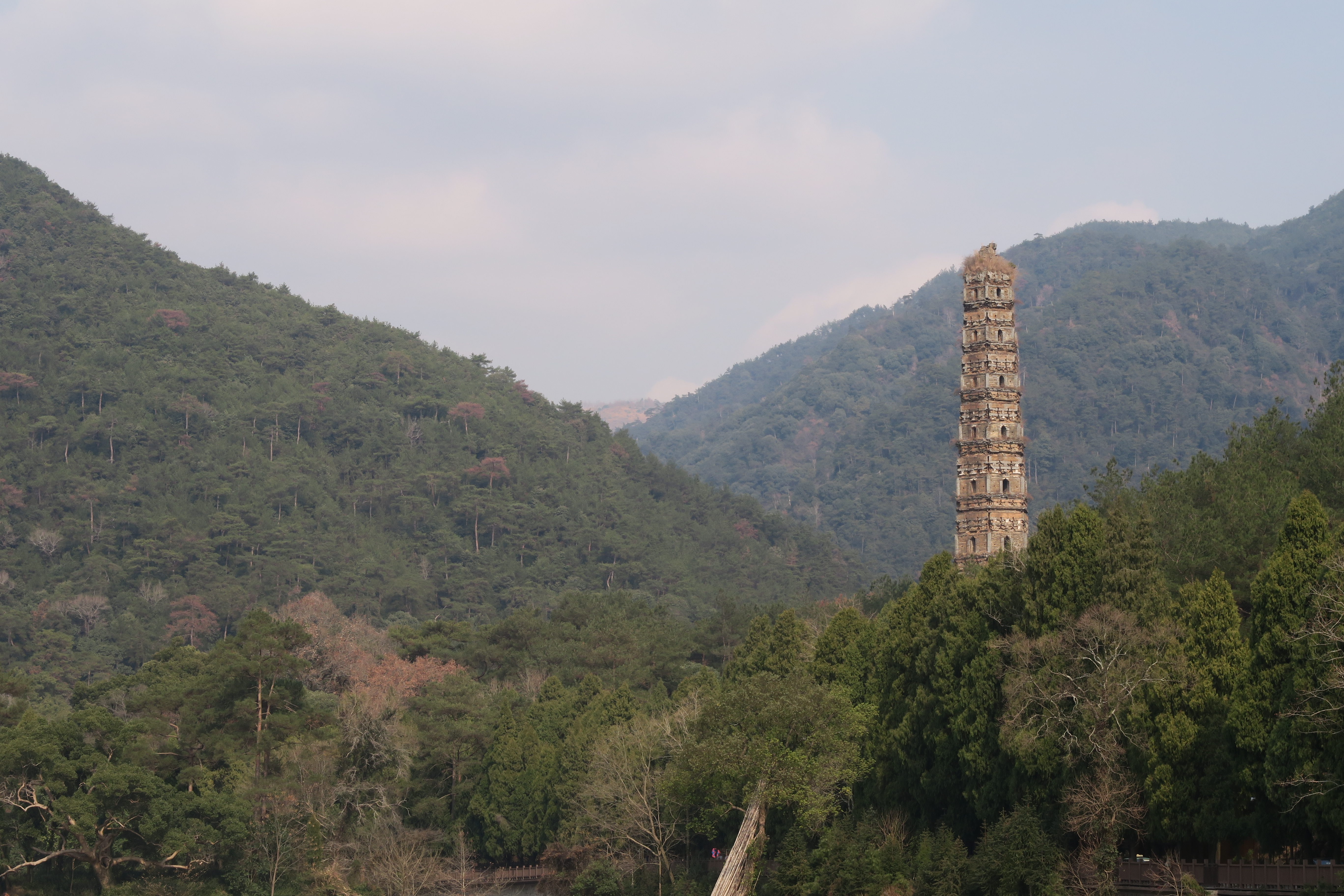
Pagode à flanc de montagne
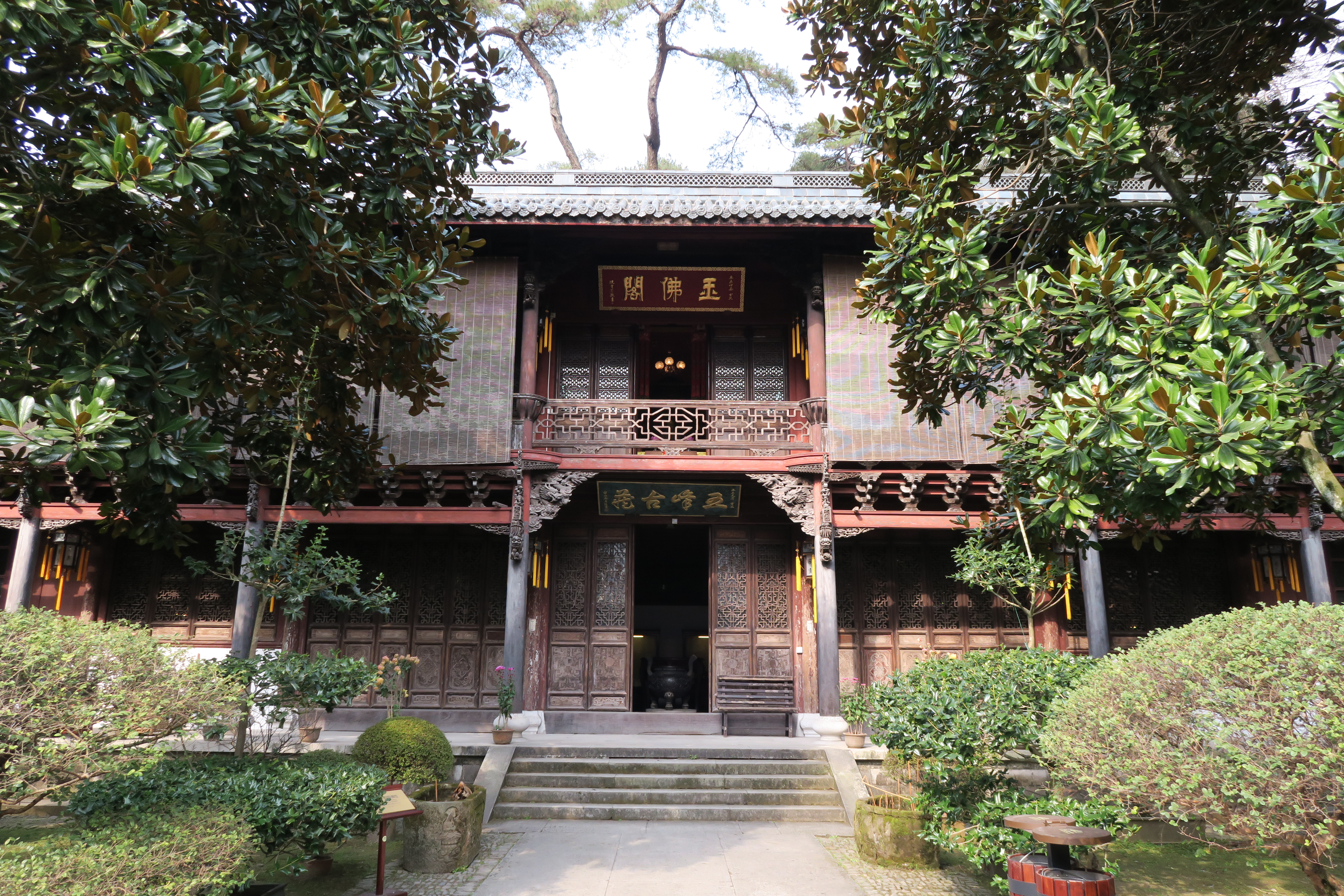
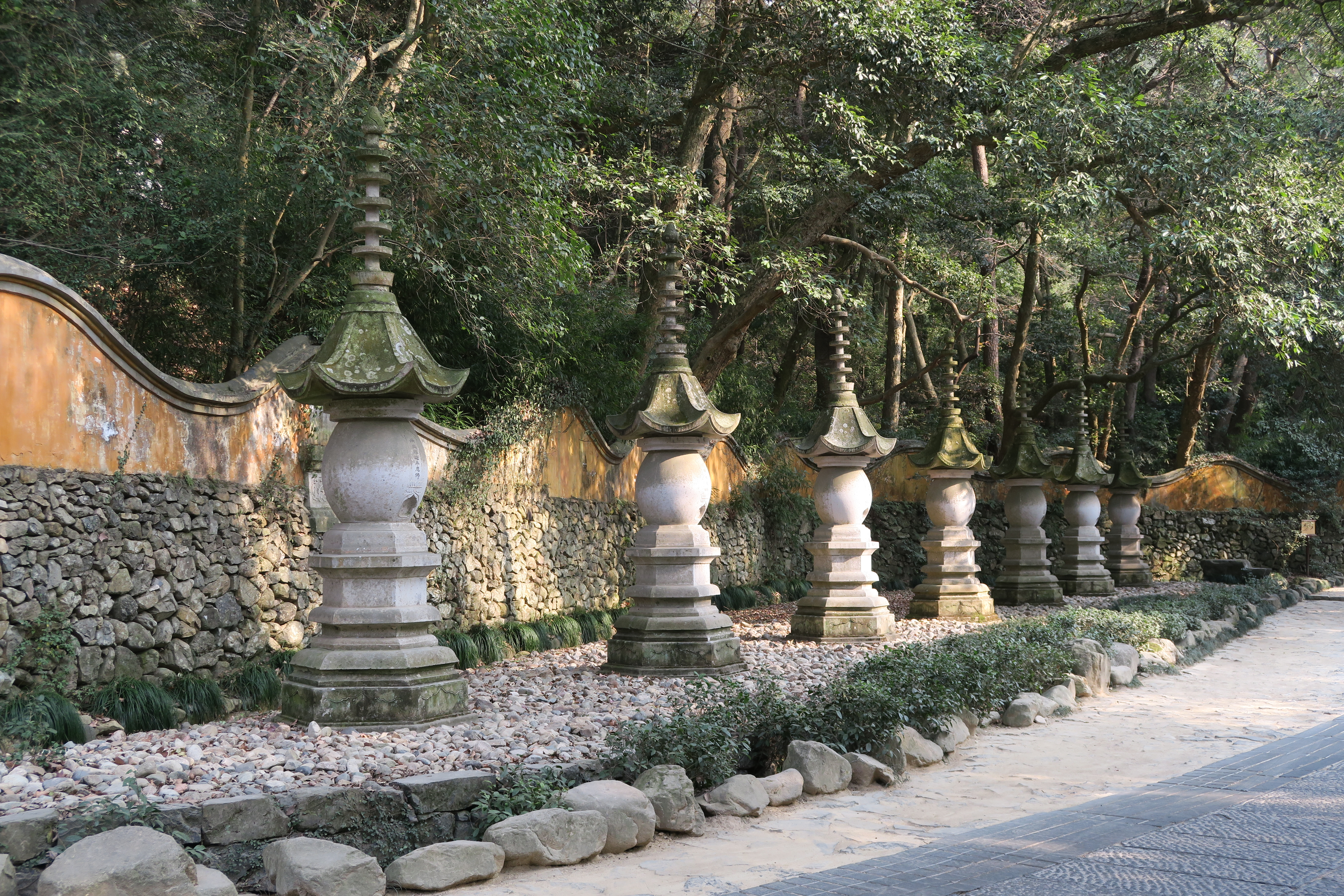
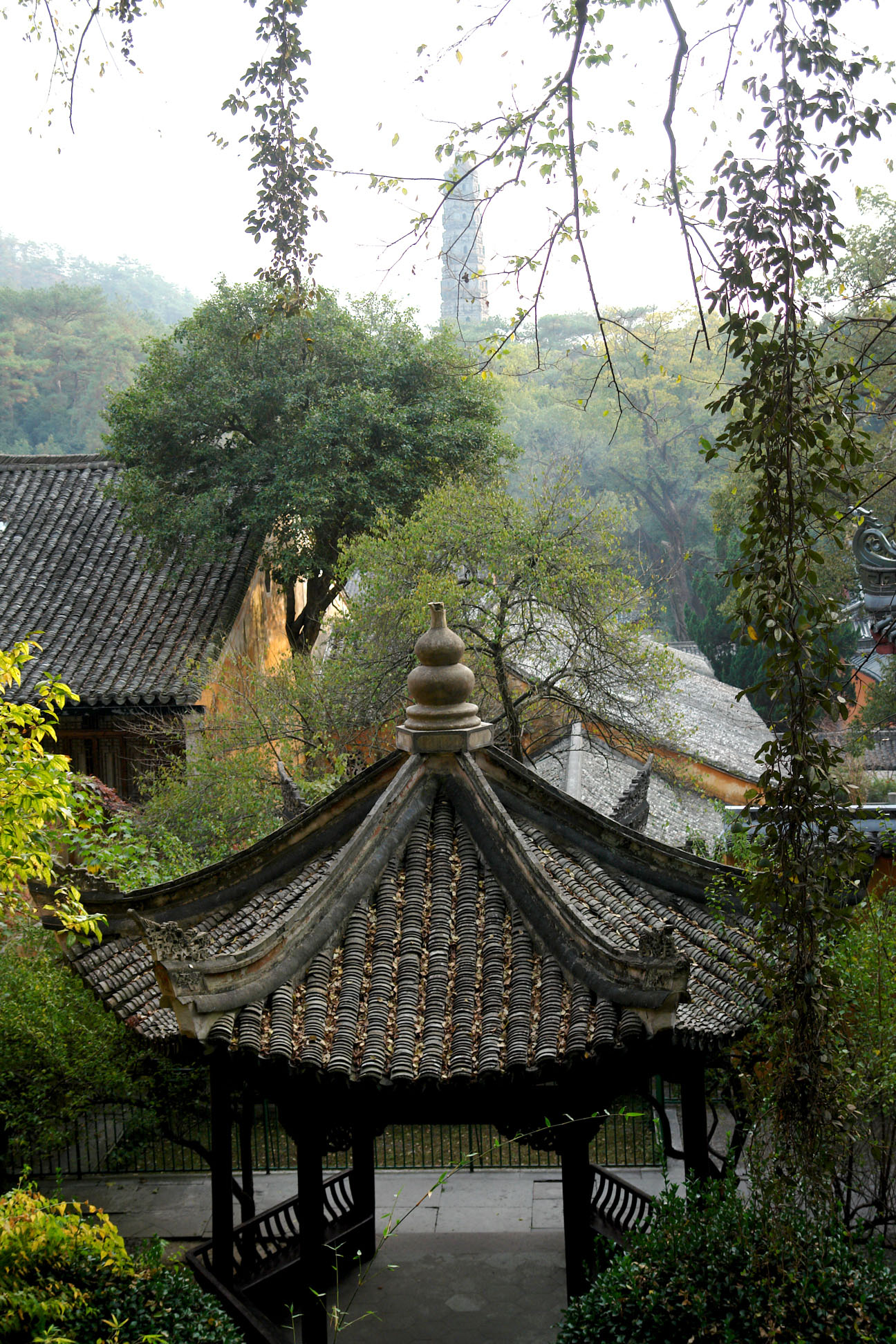